# Каплиця Внебовзяття Пресвятої Діви Марії (Язловець)
Каплиця Внебовзяття Пресвятої Діви Марії в Язловці — римсько-католицька церква в селі Язлівці Тернопільської области України.

## Відомості

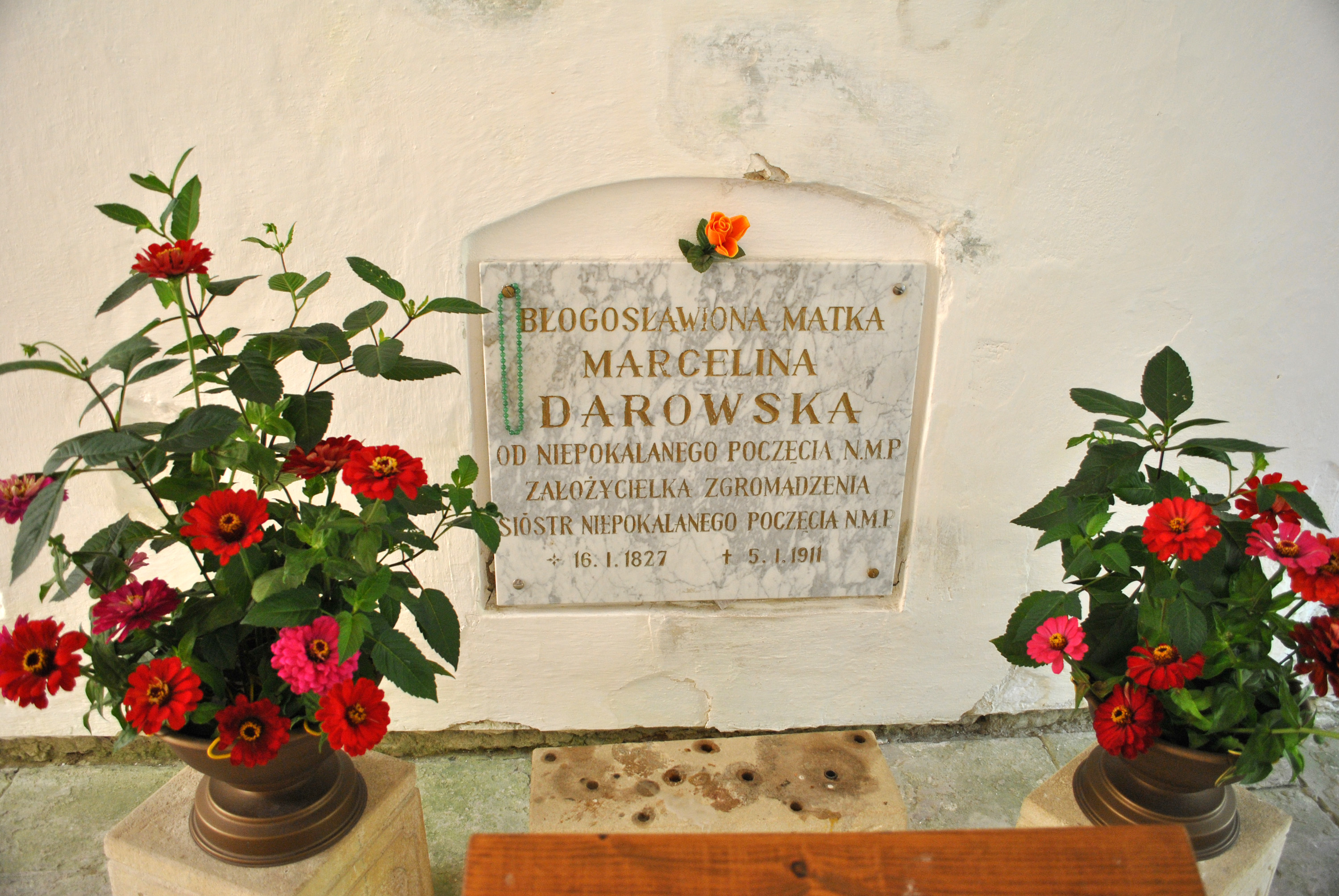
Гробівець бл. Марцеліни Даровської

- 1436 — утворено парафію.
- кін. XVI ст. — збудовано мурований костел та монастир для домініканців.
- 1828 — костел парафіяльним (освячений 1838).
- 1862—1863 — з ініціативи м. Марцеліни Даровської костел перебудовано на каплицю, яку освятили 4 листопада 1863 р.
- 1946—1996 — радянська влада закрила святиню.
- 22 серпня 1999 — повернуту римсько-католицьку каплицю освячено архієпископом Мар'яном Яворським.
- 1 вересня 1999 — культову споруду проголошено санктуарієм бл. Марцеліни Даровської.

У каплиці розташований прах 83 сестер-непорочниць, у тому числі м. Марцеліни Даровської.

## Настоятелі
- оо. пауліни (1717—1777).